# Шэнь Сянфу
Шэнь Сянфу (кит. упр. 沈祥福; 27 мая 1957, Пекин) — китайский футболист, полузащитник, игрок и тренер сборной Китая по футболу. В настоящее время — тренер клуба китайской Суперлиги «Тяньцзинь Тяньхай».

## Карьера

### Карьера игрока
Правоногий Шэнь Сянфу начал играть на позиции левого вингера и из молодёжной команды Пекина попал в основной состав ФК «Пекин». За карьеру стал одним из ключевых игроков национальной сборной Китая, однако сборная дважды не смогла пробиться на Кубок мира. В квалификации к чемпионату мира 1986 сборная 19 мая 1985 года встречалась в решающем матче с командой Гонконга и проиграла. За этим последовал перерыв в выступлениях за сборную, а игрок решил сконцентрировать внимание на внутреннем первенстве. Китайская футбольная ассоциация приняла решение отправить игрока за рубеж — в Японию, в команду «Фучжицу», за которую он некоторое время выступал, а затем работал в ней тренером.

### Карьера тренера
В 1997 года Шэнь вернулся в Китай и продолжил тренерскую карьеру в команде, за которую ране выступал — «Бэйцзин Гоань», где начал работать в качестве ассистента главного тренера и работал под началом Цзинь Чжияна. Реальная тренерская работа Шэня началась в середине сезона, когда Цзинь экстренно был вызван в качестве ассистента Ци Ушэна в национальной сборной. В 1998 году Шэнь стал главным тренером «Бэйцзин Гоань», а Цинь снова стал ассистентом главного тренера сборной, которую возглавил Боб Хафтон. На своем посту Шэнь привел команду к бронзовым медалям Лиги Цзя-А 1998 года, однако в следующем сезоне результаты «Гоань» ухудшились и клуб финишировал шестым — это стало худшим результатом команды в лиге с 1995 года. По окончании сезона клуб расторг с ним контракт.
К счастью Шэнь Сянфу Китайская футбольная ассоциация подыскивала тренера молодёжных сборных с китайским гражданством и без клуба. Шэнь принял предложение, а также стал ассистентом нового главного тренера главной команды, которым к этому моменту стал Бора Милутинович. Многообещающей была молодёжная сборная до 19 лет, однако она не смогла пройти квалификацию на Олимпиаду 2004, а Шэнь был уволен.
Однако, после формирования Суперлиги «Бэйцзин Гоань» не показывал серьёзных результатов. После небольшого всплеска в 2002 году команда не прогрессировала, как того ожидали инвесторы и фанаты, и в итоге вновь начала искать главного тренера. В 2005 году Шэнь снова возглавил клуб. Команда закончила чемпионат на шестом месте, однако это было лучше прошлогоднего результата. В следующем сезоне тренер начал использовать закрытую оборонительную модель. Это не нравилось болельщикам, однако клуб вновь завоевал бронзу. Тем не менее, Шэнь по окончании последнего матча подал в отставку. Без работы он оставался недолго и на этот раз решил возглавить команду второго дивизиона «Гуанчжоу Фармасьютикл». С Шэнем команда завоевала путёвку в элитный чемпионат, выиграв первенство. Проведя несколько сезонов в Гуанчжоу, Шэнь попал в сферу интересов команды «Чанчунь Ятай» и перед началом сезона 2010 года принял команду. С 2012 года — главный тренер «Хэнань Констракшн».
В 2017 году был приглашен в клуб Суперлиги «Тяньцзинь Цзюаньцзянь», в котором работал ассистентом главного тренера, затем — исполняющим обязанности, а с 2019 года стал главным тренером команды.

## Достижения

### В качестве игрока
«Бэйцзин Гоань» :
- Серебряный призёр Лиги Цзя-А : 1977

### В качестве тренера
«Бэйцзин Гоань» :
- Кубок Китайской Суперлиги : 1998

«Гуанчжоу Фармасьютикл» :
- Чемпион Первой лиги : 2007